# Eran Riklis
Eran Riklis (hebreu: ערן ריקליס‎; nascut el 2 d'octubre de 1954) és un cineasta israelià. Les seves pel·lícules inclouen Gmar Gavi'a (1991), The Syrian Bride (2004), Etz Limon (2008) i  Dancing Arabs (també conegut com a A Borrowed Identity) (2014).

## Primers anys
Riklis va néixer a Israel el 1954 i va viure a Montreal i Nova York fins als sis anys, quan la família va tornar a Israel. Va servir a les Forces de Defensa d'Israel durant la Guerra de Yom Kippur el 1973 i va anar a la universitat a Tel-Aviv. Es va graduar a l'Escola Nacional de Cinema i Televisió a Anglaterra el 1984, el primer israelià a fer-ho

## Carrera professional
La seva primera pel·lícula va ser el thriller polític, On a Clear Day You Can See Damascus (1984). La seva pel·lícula de 1991 Cup Final (Gmar gavi'a) va ser va entrar al 42è Festival Internacional de Cinema de Berlín (1992),i a la 48a Mostra Internacional de Cinema de Venècia (1992) i molts altres.
El 1993 va fer la pel·lícula Zohar, el major èxit de taquilla per a una pel·lícula israeliana als anys noranta, seguida de diverses sèries de televisió i de la pel·lícula Vulcan Junction (1999), que va guanyar el premi a la millor pel·lícula. premi al Festival Internacional de Cinema de Haifa. L'any 2004, la seva pel·lícula The Syrian Bride, va aconseguir un gran èxit internacional i va guanyar premis, entre els quals quatre premis al Festival Internacional de Cinema de Mont-real i el Premi del Públic al Festival Internacional de Cinema de Locarno. El 2008, Etz Limon va guanyar el Premi del Públic als Festivals Internacionals de Cinema de Berlín i Sant Sebastià i es va estrenar a nivell mundial amb èxit de crítica i comercial. Ell i Suha Arraf van rebre el premi al millor guió als Asia Pacific Screen Awards de 2008 per Etz Limon.
La seva pel·lícula de 2010 The Human Resources Manager, va ser seleccionada com a entrada israeliana per al Oscar a la millor pel·lícula de parla no anglesa als Premis Oscar de 2010, però no va entrar a la llista definitiva. La pel·lícula també va guanyar de nou el Premi del Públic per Riklis al Festival de Cinema de Locarno (2010).
La seva pel·lícula d'aventures thriller Zaytoun, es va estrenar al Festival Internacional de Cinema de Toronto de 2012 i a Londres, així com a molts altres festivals. Va ser seguit per Dancing Arabs (també conegut com A Borrowed Identity), presentat al Telluride Film Festival, Locarno i molts altres.
La seva pel·lícula de 2017 Shelter, anteriorment titulada Refuge, és un thriller d'espies ambientat principalment a Hamburg. La seva pel·lícula Spider in the Web (2019), protagonitzada per Ben Kingsley, Monica Bellucci, Itay Tiran i Itzik Cohen. Riklis està preparant la seva nova pel·lícula Reading Lolita in Teheran, basada en el best-seller d'Azar Nafisi, que es rodarà a finals del 2020.

## Vida personal
Està casat amb Dina Riklis i tenen dos fills, una filla, Tammy, i un fill, Jonathan. La família viu a Tel-Aviv.

## Filmografia
- 1984 : B'Yom Bahir Ro'im et Dameshek
- 1992 : Gmar Gavi'a
- 1993 : Zohar זהר (סרט)
- 1999 : Vegvul Natan
- 1999 : Tzomet volkan
- 2002 : Pituy
- 2004 : The Syrian Bride
- 2008 : Etz Limon
- 2010 : The Human Resources Manager
- 2011 : Playoff
- 2013 : Zaytoun
- 2014 : Dancing Arabs (en hébreu, ערבים רוקדים)
- 2014 : Love Letter to Cinema (Michtav Ahava LaKolnoa, migmetratge col·lectiu)
- 2017 : Shelter (מסתור, en hebreu)
- 2019 : Spider in the Web